# パオラ・エゴヌ
パオラ・オジェキ・エゴヌ（イタリア語: Paola Ogechi Egonu、1998年12月18日 - ）は、イタリアの女子バレーボール選手。イタリア代表。

## 来歴
1998年、チッタデッラ出身。2013年よりClub Italiaに所属している。2015年にペルーで開催されたU18世界選手権にて初優勝に大きく貢献し、自身もMVPを受賞した。2016年のリオ五輪欧州大陸予選ではレギュラーに抜擢されると3位となり、世界最終予選の出場権を得た。同年5月のリオ五輪世界最終予選でも途中出場となった日本戦で18得点をあげ、本大会の出場権を獲得した。同年8月のリオ五輪に出場した。
2017年のワールドグランプリで銀メダルを獲得、2018年に日本で開催された世界選手権では全選手トップの324得点をあげる活躍で準優勝を果たし、自身も大会のベストオポジット賞に選ばれた。2021年開催の東京五輪に出場し5位だった。同年の欧州選手権では金メダルを獲得し、自身もMVPに選ばれた。

## 人物
ナイジェリア人の両親の元に生まれる。彼女の父のアンブローズはイモ州出身のイボ人であり、母親のユーニスはベニンシティ出身。
2人の兄弟がおり、妹のアンジェラ・エゴヌはイギリスとイタリア国籍を持ち、2019年から2022年までアメリカのルイジアナ・ザビエル大学でプレーした。いとこのテリー・エンウェオンウもバレーボール選手である。
レズビアンであることを公表しており、カタジナ・スコルパと一時的に関係を持っていた。

## 球歴
- オリンピック – 2016年、2024年
- 世界選手権 – 2018年、2022年
- 欧州選手権 – 2017年、2019年、2021年
- ワールドグランプリ – 2016年、2017年
- ネーションズリーグ – 2018年、2019年、2022年
- バレーボール女子世界クラブ選手権 – 2019年

## 受賞歴
- 2015年 U18世界選手権 MVP、ベストアウトサイドヒッター
- 2016年 リオ五輪欧州大陸予選 ベストアウトサイドヒッター
- 2018年 モントルーバレーマスターズ MVP
- 2018年 世界選手権 ベストオポジット賞
- 2019年 バレーボール女子世界クラブ選手権 MVP
- 2021年 欧州選手権 MVP

## 所属クラブ
- Club Italia（2013-2017年）
- AGILバレー（2017-2019年）
- イモコ・コネリアーノ（2019-2022年）
- ワクフバンクSK（2022-2023年）
- ヴェロ・バレー・ミラノ（2023年-）